# Tippatjärnarna
Tippatjärnarna är en sjö i Hagfors kommun i Värmland och ingår i Göta älvs huvudavrinningsområde. Tippatjärnarna ligger i Tippatjärnarna Natura 2000-område. Sjöns area är 0,02 kvadratkilometer och den befinner sig 200 meter över havet. Vid provfiske har abborre fångats i sjön.